# Seleção Croata de Voleibol Feminino
A seleção croata de voleibol feminino é uma equipe europeia composta pelas melhores jogadoras de voleibol da Croácia. A equipe é mantida pela Federação Croata de Voleibol (Hrvatska odbojkaška udruga - HOU). Desde 4 de janeiro de 2012 a Croácia está na 32ª posição no ranking mundial.

## História
A seleção croata surgiu durante os anos 90 a partir do dissociamento da Iugoslávia. Apesar de não ter conquistado nenhum título em grandes competições apresenta ótimos resultados, como o vice-campeonato europeu por três vezes consecutivas: 1995, 1997 e 1999.

## Principais resultados

### Jogos Olímpicos
| Ano  | Sede   | Colocação |
| ---- | ------ | --------- |
| 2000 | Sydney | 7º        |

### Campeonato Mundial
| Ano  | Sede  | Colocação |
| ---- | ----- | --------- |
| 1998 | Japão | 6º        |
| 2010 | Japão | 17º       |

### Campeonato Europeu
| Ano  | Sede                 | Colocação   |
| ---- | -------------------- | ----------- |
| 1993 | Chéquia              | 6º          |
| 1995 | Países Baixos        | 2º          |
| 1997 | Chéquia              | 2º          |
| 1999 | Itália               | 2º          |
| 2001 | Bulgária             | 9º          |
| 2005 | Croácia              | 8º          |
| 2007 | Bélgica · Luxemburgo | 14º         |
| 2009 | Polónia              | 16º         |
| 2011 | Sérvia · Itália      | qualificada |

### Grand Prix
A seleção croata nunca participou do Grand Prix de Voleibol.

### Copa do Mundo
| Ano  | Sede  | Colocação |
| ---- | ----- | --------- |
| 1995 | Japão | 4º        |
| 1999 | Japão | 8º        |

### Copa dos Campeões
A seleção croata nunca participou da Copa dos Campeões.

### Montreux Volley Masters
| Ano  | Sede     | Colocação |
| ---- | -------- | --------- |
| 2000 | Montreux | 3º        |
| 2001 | Montreux | 7º        |

### Liga Europeia
| Ano  | Sede     | Colocação |
| ---- | -------- | --------- |
| 2011 | Istanbul | 11º       |

### Jogos do Mediterrâneo
| Ano  | Sede                  | Colocação |
| ---- | --------------------- | --------- |
| 1993 | Languedoque-Rossilhão | 1º        |
| 2001 | Tunis                 | 7º        |
| 2005 | Almeria               | 4º        |
| 2009 | Pescara               | 3º        |

### Challenger Cup
| Ano  | Sede  | Colocação |
| ---- | ----- | --------- |
| 2022 | Zadar | 1º        |

### Liga das Nações
| Ano  | Sede      | Colocação |
| ---- | --------- | --------- |
| 2023 | Arlington | 15°       |